# Melissa Drexler
Melissa Drexler (1978-) amerikai nő, aki középiskolás korában gyermeket szült, majd a gyermeket a szemeteskukába helyezte. 15 év börtönbüntetésre ítélték. Kicsivel több, mint három évet töltött a börtönben, ezután szabadon engedték.
A médiában a Prom Mom (magyarul kb. "bálanya") becenevet kapta.

## Élete
Középosztálybeli katolikus családból származik. A New Jersey állambeli Forked River-ből származik. A Lacey Township High Schoolban tanult. Úgy tervezte, hogy a divatiparban folytat karriert.

## Terhessége
Drexler titokban tartotta a terhességet szülei, barátai és a baba apja elől. 170 cm-es magasságával és 59 kg-os súlyával nem látszottak rajta a terhesség jelei. 1997. június 6-án a középiskolás bálja során gyereknek adott életet a vécében, húsz perccel azután, hogy gyomorgörcsre panaszkodott. Kiszedte a babát a vécéből, egy műanyag zacskóba helyezte és kidobta a szemeteskukába. Úgy tartják, hogy elvágta a köldökzsinórt és megfojtotta a gyermeket. Egy barátja megkérdezte, hogy minden rendben van-e, Drexler pedig így válaszolt: "Mindjárt végzek. Mondd meg a srácoknak, hogy mindjárt jövünk." Ezután visszatért a táncparkettre, megevett egy salátát és a barátjával táncolt. Mikor Drexlert és a barátait a tanárok megkérdezték, hogy mitől véres a fürdőszoba, Drexler azt válaszolta, hogy menzesze van. A babát egy takarító fedezte fel, miután az iskolaorvos kitakaríttatta a fürdőszobát, kiürítette a kukát és gyanús lett neki a szemetes zsák súlya.

## Ítélet
1998. augusztus 20-án emberölés miatt bűnösnek vallotta magát. 15 évnyi börtönbüntetésre ítélték. 2001. november 26.-án szabadon engedték, miután három év egy hónapot leült.

## A populáris kultúrában
Az esetet feldolgozták a Murder Made Me Famous című sorozat negyedik évadában. Alicia Underwood színésznő alakítja Drexler szerepét. A Family Guy ötödik évadának egyik epizódjában hallható "Prom Night Dumpster Baby" című dal az esetet parodizálja.

## Fordítás
Ez a szócikk részben vagy egészben  a   Melissa Drexler című angol Wikipédia-szócikk fordításán alapul.  Az eredeti cikk szerkesztőit annak laptörténete sorolja fel. Ez a jelzés csupán a megfogalmazás eredetét és a szerzői jogokat jelzi, nem szolgál a cikkben szereplő információk forrásmegjelöléseként.